# 一色町
一色町（日语：／ Isshiki chō */?）是日本愛知縣東南部的一色郡的町。已在2011年4月1日併入西尾市。